# 엔올

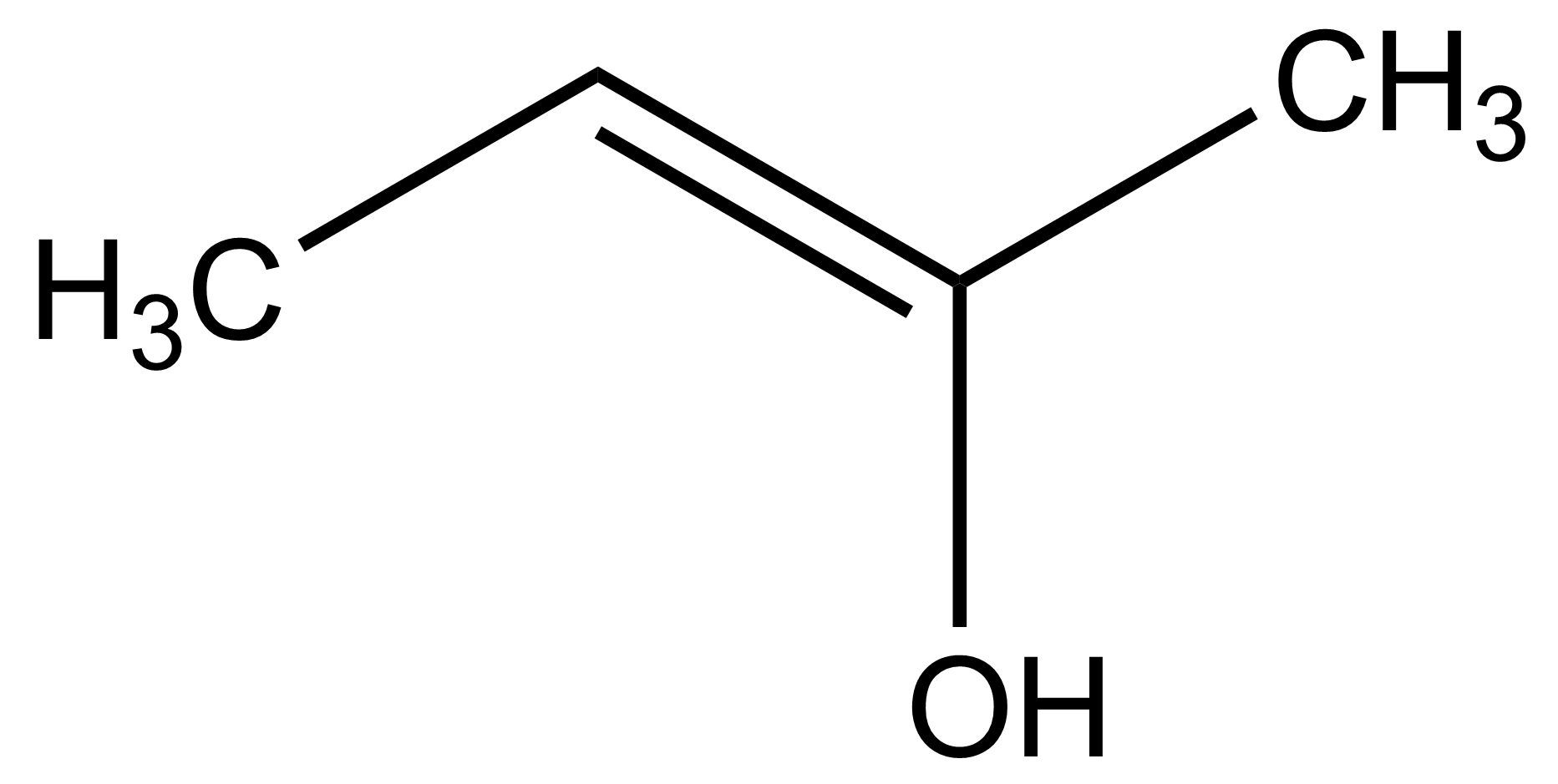
에놀

엔올(영어: enol) 또는 알켄올(영어: alkenol)은 케톤의 호변 이성질체의 하나로, 카르보닐기가 이중으로 결합하고 있는 알코올성 수성기로 변한 것이다.

## 엔다이올

## 엔올레이트

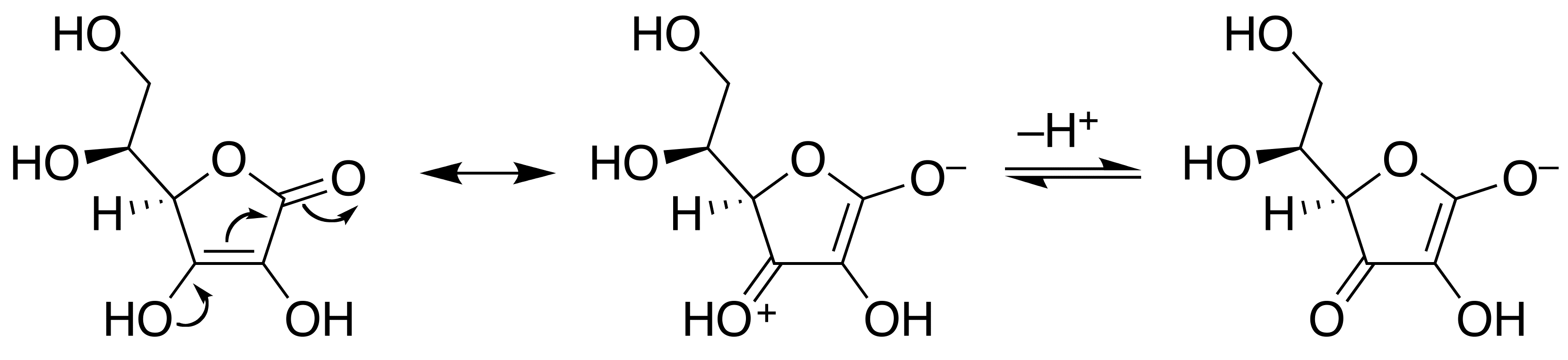
아스코르브산 (비타민 C)의 탈양성자화에서 일어나는 전자쌍의 이동

|                                 |                                            |                                |
| 케토형과 엔올레이트의 상호 변환 | 엔올레이트 음이온. 카르보 음이온을 남긴다. | 엔올레이트와 엔올의 상호 변환. |

## 같이 보기
- 케톤